# Евангелическо-лютеранская церковь Италии
Евангелическо-лютеранская церковь Италии (итал. Chiesa Evangelica Luterana in Italia / нем. Evangelisch Lutherische Kirche) (CELI) — одна из основных протестантских деноминаций Италии. Прихожанами данной деноминации являются преимущественно лица немецкого происхождения, поэтому официальными языками Церкви являются итальянский и немецкий. В данную деноминацию входят и лютеранские и реформатские приходы.

## История
Первая лютеранская община появилась в Венеции уже в период Реформации, однако во время Контрреформации протестантизм в Италии практически исчез.
Новая община возникла в Триесте в 1778 году, когда этот город находился под властью Габсбургов. В самой Италии лютеранские общины возникли при поддержке посольства Пруссии в Риме (1819) и Неаполе (1826). В Милане реформаты и лютеране создали сообщество в 1850 году. Постепенно формировались евангелические общины в других городах Италии.
После Второй мировой войны встал вопрос об объединении всех немецкоязычных общин, что привело к созданию в 1948 году новой лютеранской деноминации. В 1949 году это объединение вошло в ВЛФ, а в 1950 году получило современное наименование.
Впоследствии благодаря миссионерской деятельности пастора Idelmo Poggioli в 1952 году возникли три лютеранских общины в районе Неаполя, а в 1991 году возникло евангелическое сообщество на Сицилии.

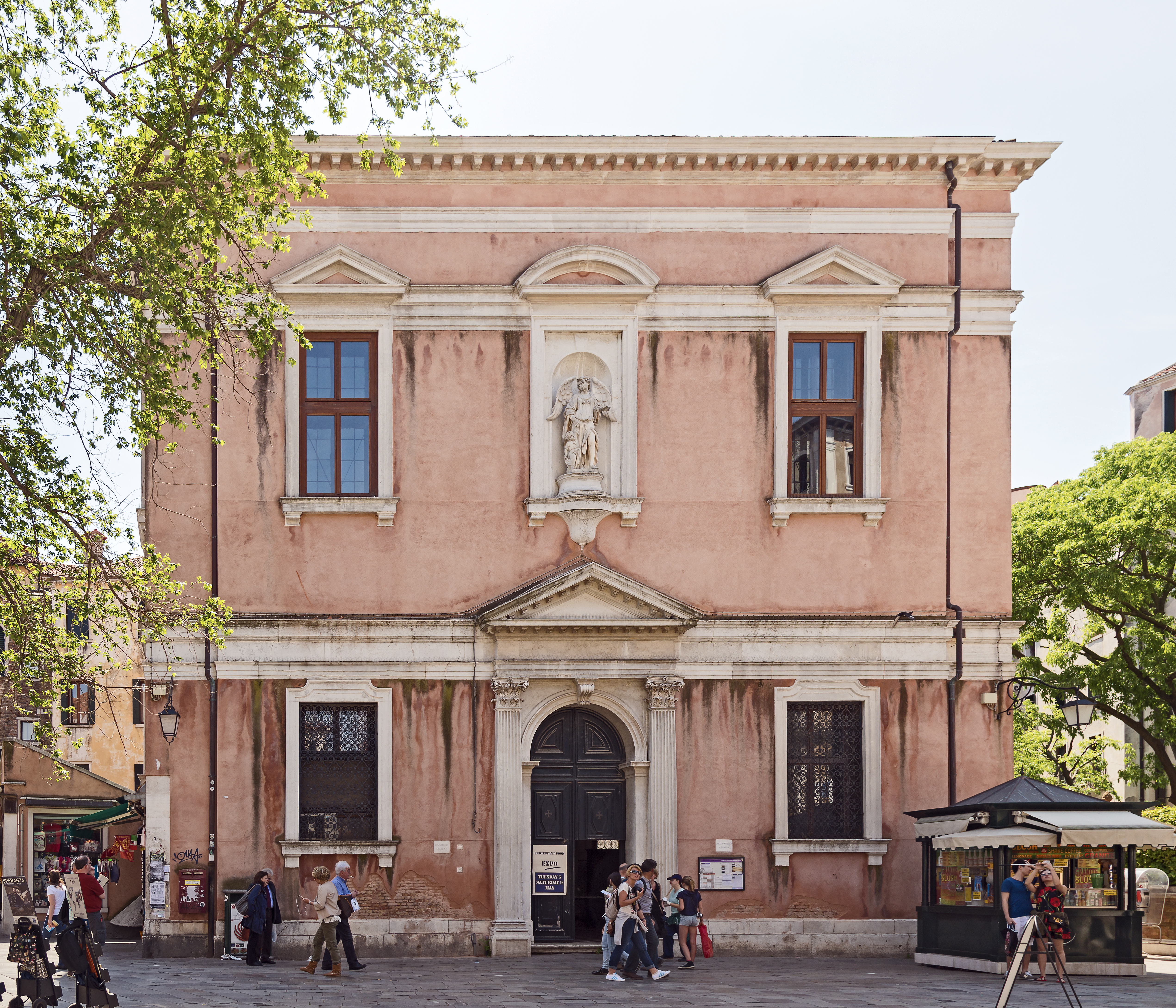
Венеция
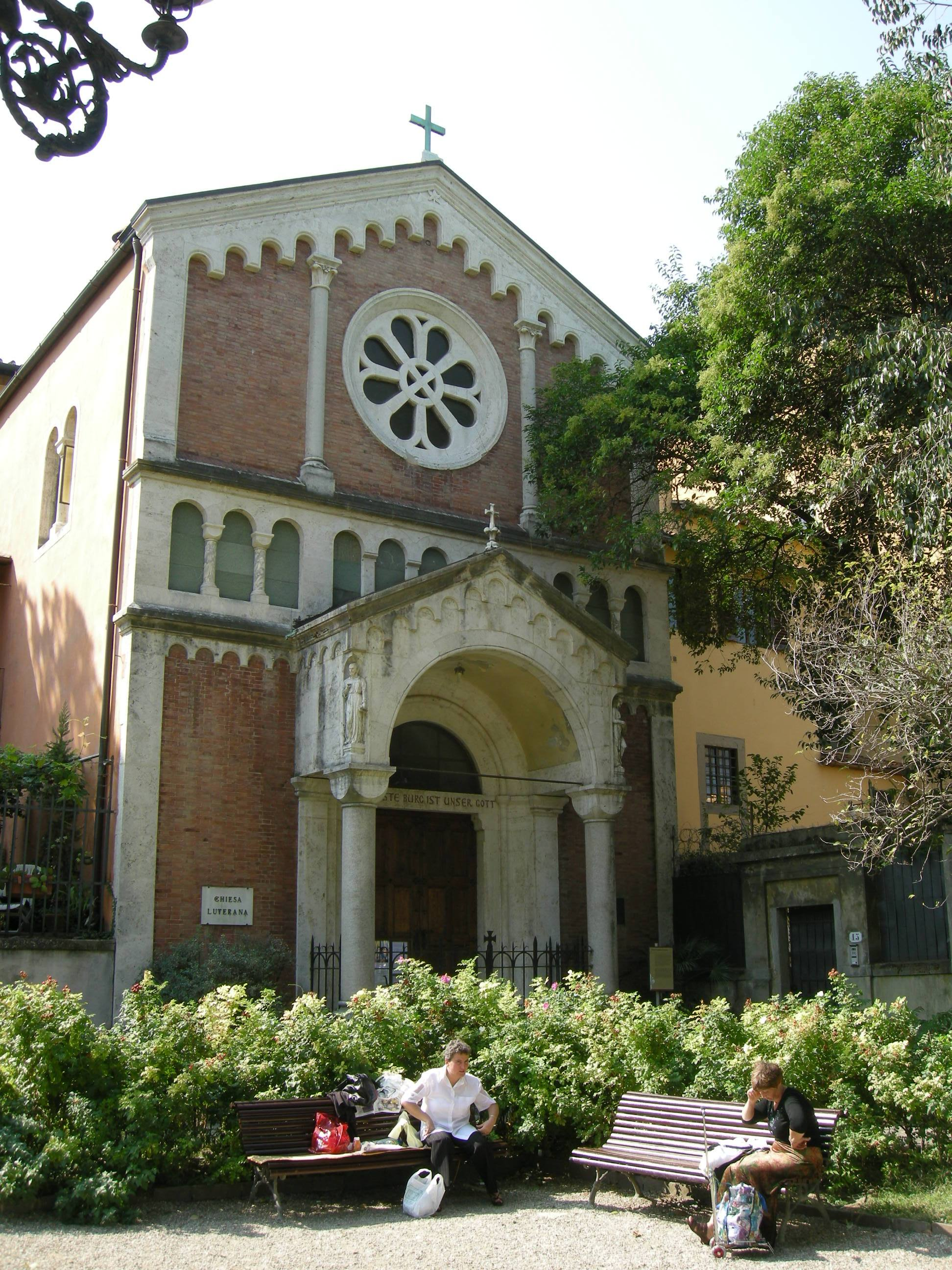
Флоренция.
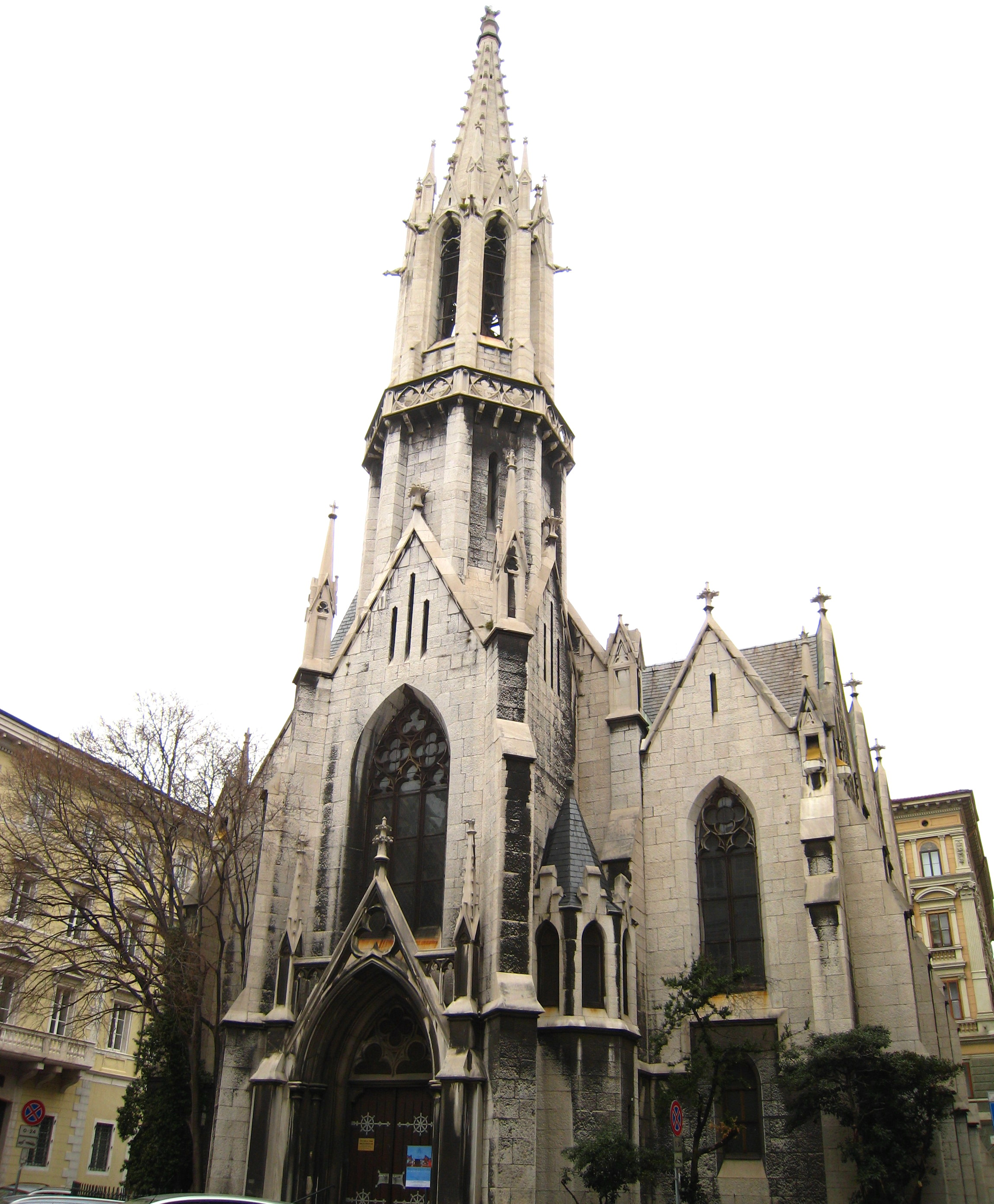
Триест.

## Современное состояние
В настоящее время в CELI входят несколько десятков общин по всей Италии. В том числе данной деноминации принадлежат церковные здания в Риме, Неаполе и Флоренции.
Высший орган - синод (Il Sinodo), между синодами - консистория (Il Concistoro), высшее должностное лицо - декан (Decano). Состоит из общин (Comunità), действуют общины в Риме 
(с 1819 года), Турине, Вероне, Венеции (с 1650 года), Сан-Ремо (с 1870 года), Генуе (с 1896 года), Милане  (с 1850 года), Неаполе (с 1826 года), Сицилии, Вероне, Торре-Аннунциата, Флоренции (с 1899 года), Триесте (с 1778 года), Мерано (с 1861 года) и Больцано (с 1889 года). Офис консистории - в Риме.

## Межцерковные связи
Главным партнёром CELI является Евангелическая церковь Германии. Помимо этого Евангелическо-лютеранская церковь Италии является членом Всемирной Лютеранской Федерации.
В самой Италии Церковь является членом Федерации евангелических церквей Италии.